# Seznam apoštolských vikářů a arcibiskupů v Nouméa
Seznam apoštolských vikářů a arcibiskupů v Nouméa uvádí představitele arcidiecéze Nouméa, která leží na území Nové Kaledonie. Arcidiecéze byla založena jako apoštolský vikaritát v roce 1847, na metropolitní arcidiecézi byla povýšena roku 1966.

## Apoštolští vikáři (1847–1966)
- Guillaume Douarre, SM (1847–1853)
- Pierre Rougeyron, SM (1855–1873)
- Pierre-Ferdinand Vitte, SM (1873–1880)
- Alphonse-Hilarion Fraysse, SM (1880–1905)
- Claude-Marie Chanrion, SM (1905–1937)
- Edoardo Bresson, SM (1937–1956)
- Pierre-Paul-Émile Martin, SM (1956–1972), od roku 1966 arcibiskup

## Arcibiskupové (od roku 1966)
- Pierre-Paul-Émile Martin, SM (1956–1972)
- Eugène Klein MSC (1972–1981)
- Michel-Marie Calvet, SM, od 1981